# Ministrowie sprawiedliwości Danii

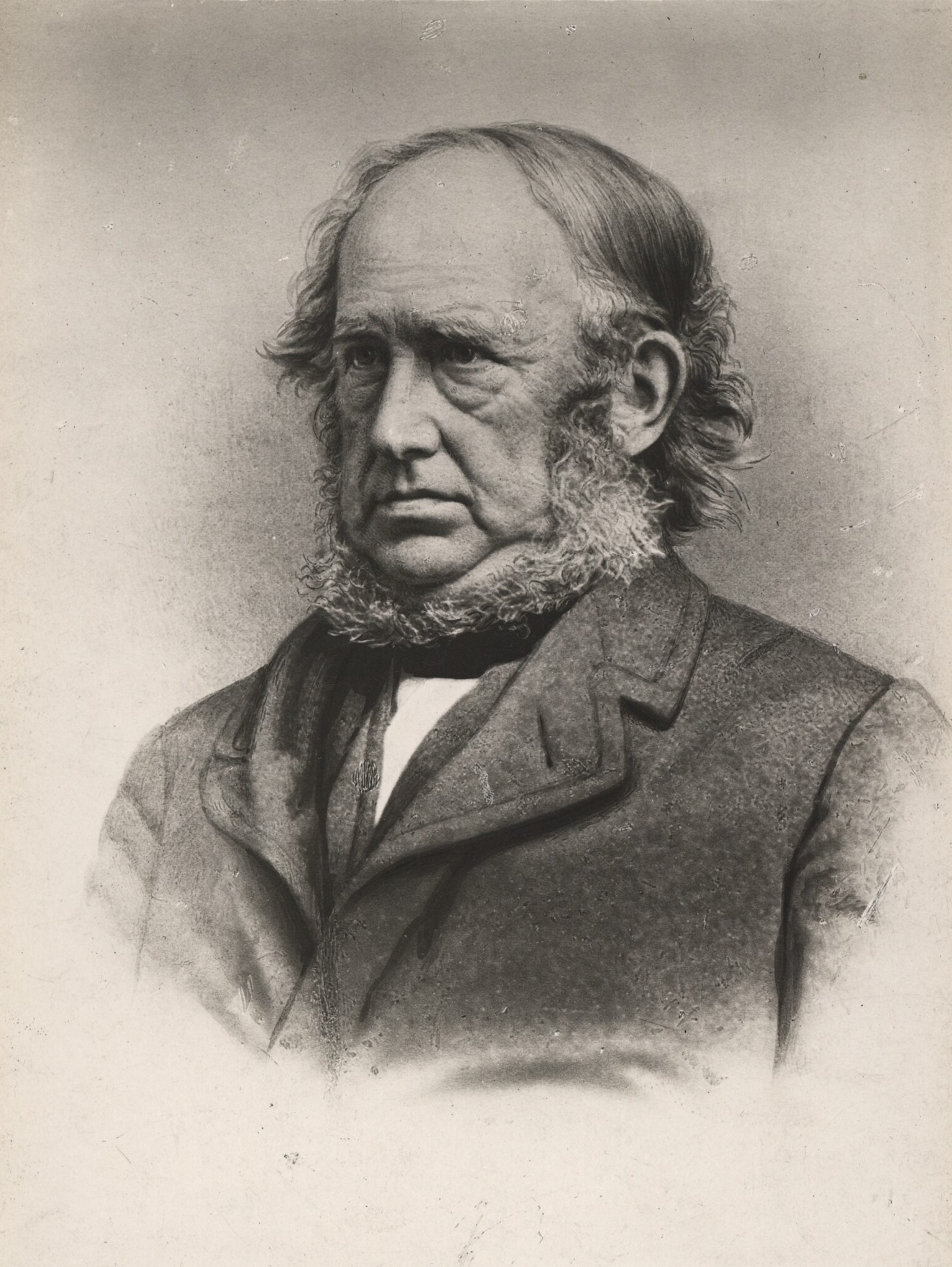
Andreas Frederik Krieger

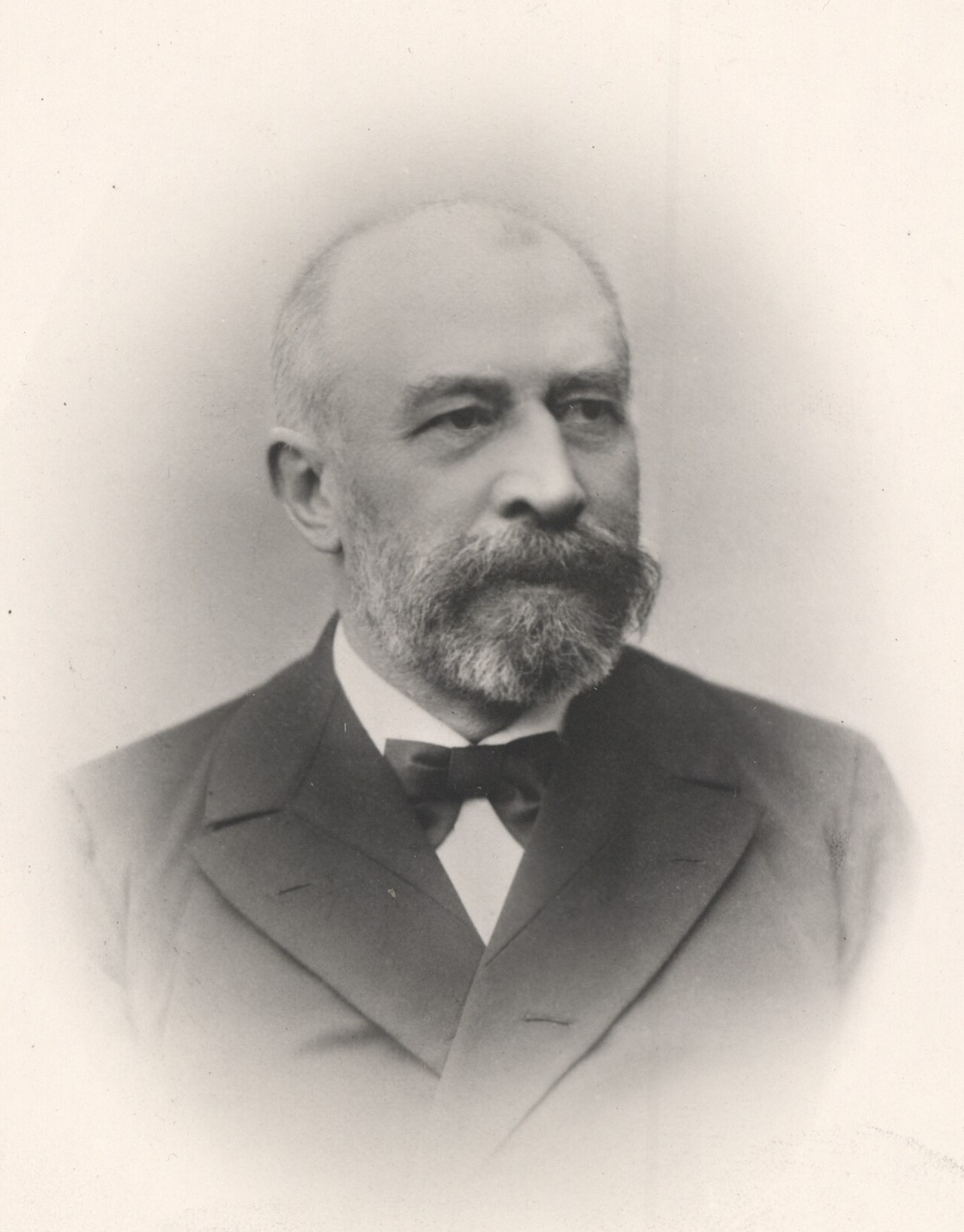
Hugo Egmont Hørring

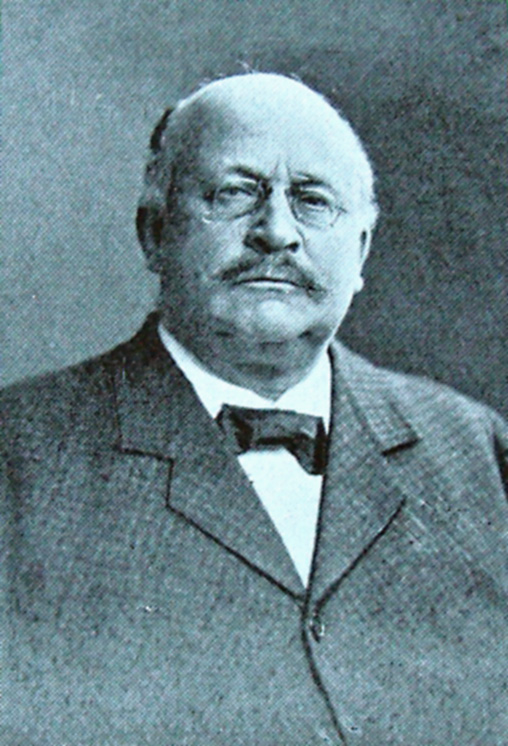
Peter Adler Alberti

## Lista duńskich ministrów sprawiedliwości (od 1848)
| Od                   | Do                   | Minister sprawiedliwości                                        | Ur.-Zm.                                                         |
| -------------------- | -------------------- | --------------------------------------------------------------- | --------------------------------------------------------------- |
| 22 marca 1848        | 13 lipca 1851        | Carl Emil Bardenfleth                                           | 1807–1857                                                       |
| 13 lipca 1851        | 15 stycznia 1855     | Anton Wilhelm Scheel                                            | 1799–1879                                                       |
| 15 stycznia 1855     | 2 grudnia 1859       | Carl Frederik Simony                                            | 1806–1872                                                       |
| 2 grudnia 1859       | 8 lutego 1860        | Carl Edvard Rotwitt                                             | 1812–1860                                                       |
| 24 lutego 1860       | 11 lipca 1864        | Andreas Lorenz Casse                                            | 1803–1886                                                       |
| 11 lipca 1864        | 13 marca 1865        | Eugenius Sophus Ernst Heltzen (Højre)                           | 1818–1898                                                       |
| 7 kwietnia 1865      | 6 listopada 1865     | Cosmus Bræstrup                                                 | 1789–1870                                                       |
| 6 listopada 1865     | 21 lipca 1867        | Carl Peter Gram Leuning                                         | 1820–1867                                                       |
| 4 września 1867      | 17 sierpnia 1868     | Christian Peter Theodor Rosenørn-Teilmann                       | 1817–1879                                                       |
| 17 sierpnia 1868     | 28 maja 1870         | Carl Ludvig Vilhelm Rømer von Nutzhorn                          | 1828–1899                                                       |
| 28 maja 1870         | 1 lipca 1872         | Andreas Frederik Krieger                                        | 1817–1893                                                       |
| 1 lipca 1872         | 11 czerwca 1875      | Christian Sophus Klein (De Nationalliberale)                    | 1824–1900                                                       |
| 11 czerwca 1875      | 13 czerwca 1896      | Johannes Magnus Valdemar Nellemann                              | 1831–1906                                                       |
| 13 czerwca 1896      | 28 sierpnia 1898     | Nicolai Reimer Rump                                             | 1834–1900                                                       |
| 28 sierpnia 1898     | 27 kwietnia 1900     | Hugo Egmont Hørring (Højre)                                     | 1842–1909                                                       |
| 27 kwietnia 1900     | 24 lipca 1901        | August Hermann Ferdinand Carl Goos                              | 1835–1917                                                       |
| 24 lipca 1901        | 14 lipca 1908        | Peter Adler Alberti (Venstre Reform Party)                      | 1851–1932                                                       |
| 24 lipca 1908        | 28 października 1909 | Svend Høgsbro (Venstre Reform Party)                            | 1855–1910                                                       |
| 28 października 1909 | 5 lipca 1910         | Carl Theodor Zahle (Det Radikale Venstre)                       | 1866–1946                                                       |
| 5 lipca 1910         | 21 czerwca 1913      | Frits Bülow (Det Radikale Venstre)                              | 1872–1955                                                       |
| 21 czerwca 1913      | 30 marca 1920        | Carl Theodor Zahle (Det Radikale Venstre)                       | 1866–1946                                                       |
| 30 marca 1920        | 2 kwietnia 1920      | Carl Julius Otto Liebe                                          | 1860–1929                                                       |
| 2 kwietnia 1920      | 5 kwietnia 1920      | Kristian Sindballe                                              | 1884–1953                                                       |
| 5 kwietnia 1920      | 5 maja 1920          | F. C. G. Schrøder (bezpartyjny)                                 | 1866–1936                                                       |
| 5 maja 1920          | 23 kwietnia 1924     | Svenning Rytter (Venstre)                                       | 1875–1957                                                       |
| 23 kwietnia 1924     | 14 grudnia 1926      | Karl Kristian Steincke (Socialdemokraterne)                     | 1880–1962                                                       |
| 14 grudnia 1926      | 30 kwietnia 1929     | Svenning Rytter (Venstre)                                       | 1875–1957                                                       |
| 30 kwietnia 1929     | 4 listopada 1935     | Carl Theodor Zahle (Det Radikale Venstre)                       | 1866–1946                                                       |
| 4 listopada 1935     | 15 września 1939     | Karl Kristian Steincke (Socialdemokraterne)                     | 1880–1962                                                       |
| 15 września 1939     | 8 lipca 1940         | Svend Unmack Larsen (Socialdemokraterne)                        | 1893–1965                                                       |
| 8 lipca 1940         | 9 lipca 1941         | Harald Petersen (bezpartyjny)                                   | 1895–1977                                                       |
| 9 lipca 1941         | 29 sierpnia 1943     | Eigil Thune Jacobsen (bezpartyjny)                              | 1880–1949                                                       |
| 29 sierpnia 1943     | 5 maja 1945          | brak duńskiego rządu, zamiast niego funkcjonuje stały sekretarz | brak duńskiego rządu, zamiast niego funkcjonuje stały sekretarz |
| 5 maja 1945          | 7 listopada 1945     | Niels Busch-Jensen (Socialdemokraterne)                         | 1886–1987                                                       |
| 7 listopada 1945     | 13 listopada 1947    | Aage Ludvig Holberg Elmquist (Konserwatywna Partia Ludowa)      | 1888–1962                                                       |
| 13 listopada 1947    | 25 lutego 1950       | Niels Busch-Jensen (Socialdemokraterne)                         | 1886–1987                                                       |
| 25 lutego 1950       | 4 marca 1950         | Vilhelm Buhl (Socialdemokraterne)                               | 1881–1954                                                       |
| 4 marca 1950         | 30 października 1950 | Karl Kristian Steincke (Socialdemokraterne)                     | 1880–1963                                                       |
| 30 października 1950 | 1 października 1953  | Helga Pedersen (Venstre)                                        | 1911–1980                                                       |
| 1 października 1953  | 26 września 1964     | Hans Erling Hækkerup (Socialdemokraterne)                       | 1907–1974                                                       |
| 26 września 1964     | 2 lutego 1968        | Knud Axel Nielsen (Socialdemokraterne)                          | 1904–1994                                                       |
| 2 lutego 1968        | 11 października 1971 | Knud Thestrup (Konserwatywna Partia Ludowa)                     | 1900–1980                                                       |
| 11 października 1971 | 27 września 1973     | Knud Axel Nielsen (Socialdemokraterne)                          | 1904–1994                                                       |
| 27 września 1973     | 19 grudnia 1973      | Karl Hjortnæs (Socialdemokraterne)                              | 1934-                                                           |
| 19 grudnia 1973      | 13 lutego 1975       | Nathalie Lind (Venstre)                                         | 1918–1999                                                       |
| 13 lutego 1975       | 1 października 1977  | Orla Møller (Socialdemokraterne)                                | 1916–1979                                                       |
| 1 października 1977  | 30 sierpnia 1978     | Erling Jensen (Socialdemokraterne)                              | 1919–2000                                                       |
| 30 sierpnia 1978     | 26 października 1979 | Nathalie Lind (Venstre)                                         | 1918–1999                                                       |
| 26 października 1979 | 20 stycznia 1981     | Henning Rasmussen (Socialdemokraterne)                          | 1926–1997                                                       |
| 20 stycznia 1981     | 10 września 1982     | Ole Espersen (Socialdemokraterne)                               | 1934-                                                           |
| 10 września 1982     | 10 stycznia 1989     | Erik Ninn-Hansen (Konserwatywna Partia Ludowa)                  | 1922-                                                           |
| 10 stycznia 1989     | 3 października 1989  | Hans Peter Clausen (Konserwatywna Partia Ludowa)                | 1928–1998                                                       |
| 3 października 1989  | 5 października 1989  | Poul Schlüter (Konserwatywna Partia Ludowa)                     | 1929-                                                           |
| 5 października 1989  | 25 stycznia 1993     | Hans Engell(Konserwatywna Partia Ludowa)                        | 1948-                                                           |
| 25 stycznia 1993     | 29 marca 1993        | Pia Gjellerup (Socialdemokraterne)                              | 1959-                                                           |
| 29 marca 1993        | 27 września 1994     | Erling Olsen (Socialdemokraterne)                               | 1927–2011                                                       |
| 27 września 1994     | 30 grudnia 1996      | Bjørn Westh (Socialdemokraterne)                                | 1944-                                                           |
| 30 grudnia 1996      | 27 listopada 2001    | Frank Jensen (Socialdemokraterne)                               | 1961-                                                           |
| 27 listopada 2001    | 10 września 2008     | Lene Espersen (Konserwatywna Partia Ludowa)                     | 1965-                                                           |
| 10 września 2008     | 23 lutego 2010       | Brian Mikkelsen (Konserwatywna Partia Ludowa)                   | 1966-                                                           |
| 23 lutego 2010       | 3 października 2011  | Lars Barfoed (Konserwatywna Partia Ludowa)                      | 1957-                                                           |
| 3 października 2011  | 11 grudnia 2013      | Morten Bødskov (Socialdemokraterne)                             | 1970-                                                           |
| 12 grudnia 2013      | 10 października 2014 | Karen Hækkerup (Socialdemokraterne)                             | 1974-                                                           |
| 10 października 2014 | sprawuje urząd       | Mette Frederiksen (Socialdemokraterne)                          | 1977-                                                           |